# Eva Zarembová
Eva Zarembová (* 1946) je česká právnička, která byla od roku 1993 do roku 2003 soudkyní Ústavního soudu.

## Život
Studium práv ukončila v roce 1969 na Právnické fakultě Univerzity Karlovy v Praze, titul doktorky práv pak získala v oboru občanského práva v roce 1979. Justiční zkoušku složila v roce 1971, poté působila jako soudkyně u Městského soudu v Brně, od roku 1982 u Krajského soudu v Brně (zastávala funkci předsedkyně senátu), vždy na úseku občanskoprávní agendy.
9. listopadu 1993 byla prezidentem republiky Václavem Havlem jmenována soudkyní Ústavního soudu České republiky, kterou byla celé desetileté funkční období. Poté v letech 2004 až 2013 působila v pozici asistentky soudce Ústavního soudu, konkrétně u prof. JUDr. Pavla Holländera, DrSc.